# 노출계

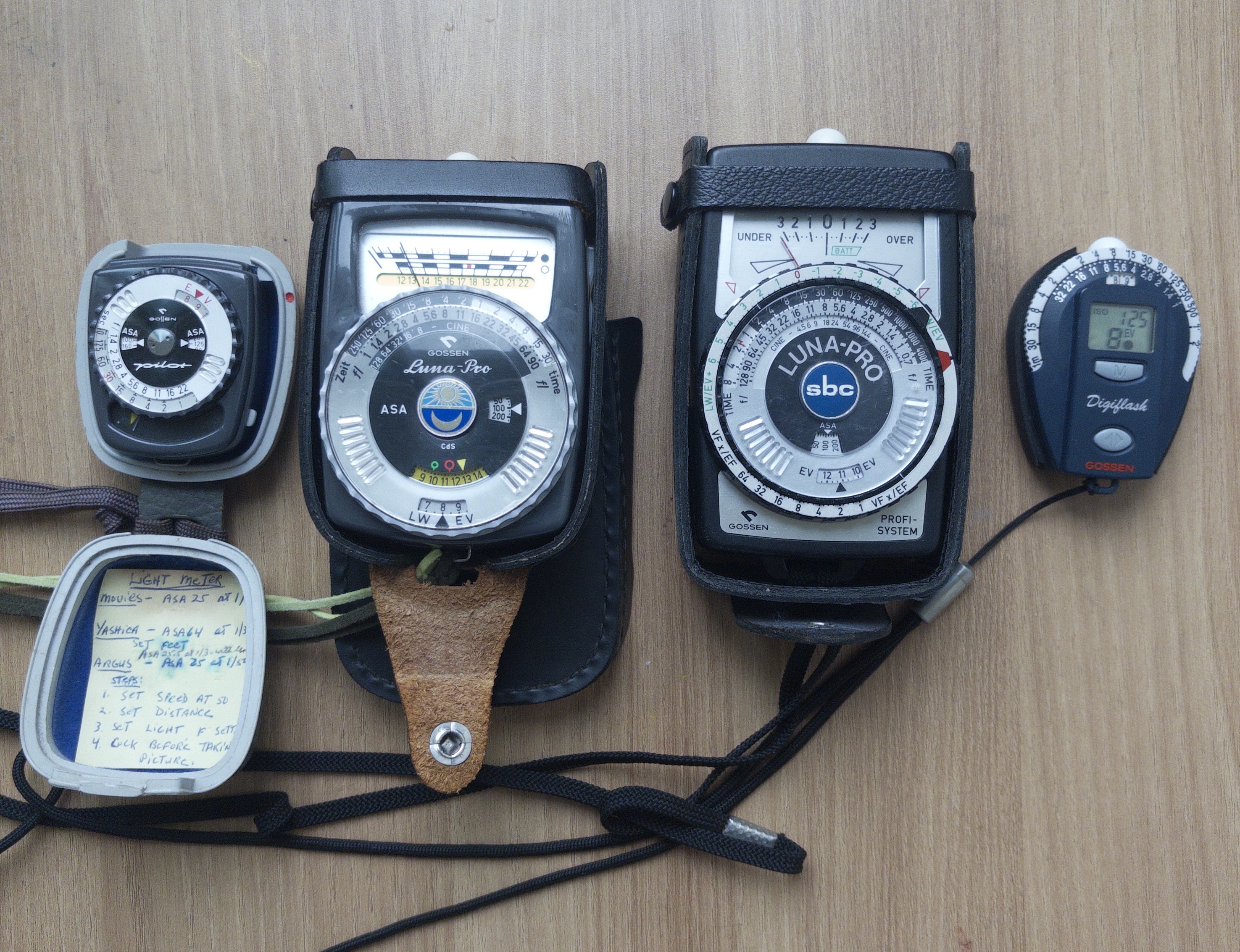
전자식 노출계의 변천사. 왼쪽부터 셀레늄, CdS, 실리콘 블루 셀, 포토다이오드를 사용했다.

노출계 혹은 조도계(영어: Exposure Meter, 영어: Light Meter)는 빛의 양을 재는 기구이다. 사진술에서 노출계(Exposure Meter)는 필름의 감광 속도와 빛의 양을 토대로 하여 디지털 혹은 아날로그 계산기로 적절한 f값과 셔터 속도를 계산한다.
조도계는 건물 조명 디자인과 더불어 식물 성장에 필요한 조도를 재는데도 사용되며, 만약 룩스로 재게 되면 룩스미터(Luxmeter)라고 부르게 된다.
또한 조도계는 럭스등을 표시하며, 작업 환경의 적절한 조명 수준을 평가하는 등 절대적인 광도를 측정하며, 노출계는 반사광을 측정하거나 입사광을 측정할 수 있다.

## 입사각과 반사각
내장형 카메라 미터는 항상 피사체의 반사율에 따른 변동이 있는 반사광을 측정하므로 노출 보정이 제공된다. 휴대용 측광기는 반투명한 돔을 센서 앞에 사용하여 광원에서 오는 빛을 측정하므로, 피사체에 읳나 변화를 제거할 수 있다. 보통 18% 회색에서 반사된 수치를 측정하는 것은 입사광 수치를 측정하는 것과 같다. 슬라이드 필름 혹은 디지털 카메라의 경우 최종 이미지는 촬영에 의존하기 때문에 입사광 측정이 선호되며, 네거티브는 확대 과정에서 최종 이미지 강도를 조정할 수 있기에 반사광 측정이 선호된다.

## 노출계의 발전
1932년 셀레늄을 사용한 전기식 노출계가 등장하기 전까지 빛에 민감한 종이를 사용한 광량계(Actinometer)나 혹은 즉 소상식(消像式) 광학 노출계, 즉 두께를 단계적으로 바꾸어 서서히 어두워지도록 한 유리 또는 셀룰로이드 기판(基板) 위에 그려진 일련의 도형이 시각적으로 소멸하는 밝기의 단계에 따라서 빛의 세기를 나타내는 노출계를 사용했다.

### 전자식 노출계

#### 셀레늄 노출계
소형 태양 전지판처럼 셀레늄 셀은 빛에 노출되면 소량의 전기를 생성하여 값을 측정할 수 있다. 셀레늄은 상대적으로 넓은 표면이 필요하기에 광전지를 덮고 있는 곤충눈처럼 생긴 모습은 셀레늄 미터의 매우 특징적인 부분이라 할 수 있다. 그러나, 셀레늄의 경우 어두운 곳에서의 감도와 더불어 수명이 짧은 특징이 있어서 더 작은 크기, 더 나은 감도 및 더 긴 수명을 가진 것이 등장하게 되었다.

#### 저항 노출계
셀레늄의 단점을 해결하기 위해, 더 작은 크기와 감도, 그리고 더 긴수명을 가진 소자들이 도입되었다. 이것들은 빛에 노출되면 저항이 감소되어 더 정밀하게 측정할 수 있으나, 배터리를 필요로 한다.
초기에는 카드뮴 황화물을 사용한 포토레지스터가 사용되었으며, 이로 인해 TTL(Through The Lens) 측광이 가능해졌다. 그러나, 느린 반응 속도로 인해 기술이 더 발전한 실리콘 포토 다이오드(Silicon Blue Cell로도 불림)로 대체되었다. 실리콘 센서는 셀레늄과 같이 빠르게 반응하며 매우 적은 양을 측정할 수 있다.

## 참고 문헌
1. ↑  Merriam-Webster Dictionary - luxmeter
2. ↑  “Edward Weston”. 2024년 10월 14일에 확인함.
3. ↑  “Extinction meter”. 2024년 10월 14일에 확인함.